# Alopecosa barbipes
Alopecosa barbipes este o specie de păianjeni din genul Alopecosa, familia Lycosidae. A fost descrisă pentru prima dată de Sundevall, 1833. Conține o singură subspecie: A. b. oreophila.